# Dripping Springs
Dripping Springs es una ciudad situada en el condado de Hays, Texas, Estados Unidos. Tiene una población estimada, a mediados de 2022, de 7057 habitantes.
Es una de las ciudades de más rápido crecimiento en el estado de Texas.

## Geografía
La localidad está ubicada en las coordenadas 30°11′45″N 98°05′37″O / 30.19583, -98.09361 (30.195936, -98.093701). Según la Oficina del Censo, tiene una superficie de 22.83 km², correspondientes en su totalidad a tierra firme.

## Demografía
Según el censo de 2020, en ese momento la localidad tenía una población de 4650 habitantes. La densidad de población era de 203.64 hab./km².
| Raza                   | Núm. | Porc.   |
| ---------------------- | ---- | ------- |
| Blancos                | 3557 | 76.49%  |
| Amerindios             | 53   | 1.14%   |
| Afroamericanos         | 49   | 1.05%   |
| Asiáticos              | 57   | 1.23%   |
| Isleños del Pacífico   | 4    | 0.09%   |
| De otras razas         | 282  | 6.06%   |
| De una mezcla de razas | 648  | 13.94%  |
| Total                  | 4650 | 100.00% |

Del total de la población, el 21.27% eran hispanos o latinos de cualquier raza.